# تاريخ حكومة الولايات المتحدة
يشكل تاريخ حكومة الولايات المتحدة تشكيلة الحكومة الفيدرالية في الولايات المتحدة ونموها وتقدّمها وتطورها، ويشمل ذلك الدستور، ومجموعة قوانين الولايات المتحدة، ومنصب الرئاسة، والوزارات التنفيذية، والمؤسسات الحكومية، والكونغرس، والمحكمة العليا للولايات المتحدة، والمحاكم الفيدرالية الأدنى. يتضمن أدوار الحكومة، وبنيتها، وسياستها على كل الأصعدة، بما في ذلك تطور البنية الحكومية، وتشكيل مؤسسات ووزارات جديدة، وتبني أدوار ووظائف جديدة، وسن تشريعات وقوانين وضوابط جديدة، وبدء أدوار جديدة كليًا للحكومة في المجتمع الأمريكي من 1776 حتى اليوم.
حصلت الولايات المتحدة على الحكم المستقل بقرار لي وإعلان الاستقلال في يوليو 1776. عقب حرب الاستقلال الأمريكية، اعتُمدت وثائق الكونفدرالية في 1781 لتؤسس الحكومة الفيدرالية. خلف الوثائق دستور الولايات المتحدة، وهو الوثيقة الحاكمة الحالية للولايات المتحدة. تأسس الكثير من مؤسسات الحكومة وتقاليدها على يد حكومة جورج واشنطن في تسعينيات القرن الثامن عشر.
أول حقبة حملت تغييرًا كبيرًا في الحكومة كانت الحقبة الجاكسونية في ثلاثينيات القرن التاسع عشر، والتي شهدت تغييرات في بنية الفرع التنفيذي وإبطال البنك الوطني. كانت أزمة الإبطال ردًا على الرسوم الجمركية المرتفعة أول تهديد خطير لوحدة الولايات المتحدة، إذ هددت كارولاينا الجنوبية بالانفصال، لكن جرى تجنب الأزمة. عادت تهديدات الانفصال للظهور ردًا على قضية العبودية في ستينيات القرن التاسع عشر، ما أدى إلى انفصال 11 ولاية لتشكيل حكومة منافسة، الولايات الكونفدرالية الأمريكية. مُنعت الولايات من الانفصال بسبب الحرب الأهلية الأمريكية ووضعت تحت السيطرة العسكرية قبل أن يُعاد قبولها في نهاية المطاف.
جلبت الحقبة التقدمية موجة جديدة من الإصلاحات، بما فيها الانتخاب المباشر لأعضاء مجلس الشيوخ وتنظيمات حكومية أقوى للأعمال. وُسعت هذه الإصلاحات أكثر من خلال سياسات الصفقة الجديدة التي نُفذت ردًا على الكساد الكبير، والتي أوجدت برامج مثل الضمان الاجتماعي. بعد الحرب العالمية الثانية، هيمنت الحرب الباردة على السياسة الخارجية الأمريكية بينما تأثرت السياسة الداخلية الأمريكية بالتنمية الاقتصادية وحركة الحقوق المدنية. في القرن الحادي والعشرين، تسببت هجمات 11 سبتمبر بتحولات كبيرة في بنية الحكومة والسياسة الخارجية.

## وثائق الكونفدرالية (1776- 1789)
أصبح الكونغرس القاري الثاني أول حكومة فيدرالية مستقلة للولايات المتحدة عندما أعلنت استقلالها عن مملكة بريطانيا العظمى في 4 يوليو 1776. أدى دور حكومة مؤقتة وأشرف على صياغة وثائق الكونفدرالية. تحول الكونغرس القاري إلى كونغرس الكونفدرالية عندما تبنى وثائق الكونفدرالية في 1 مارس 1781، بعد أن صدقت عليها الولايات الثلاث عشرة كلها.
بموجب وثائق الكونفدرالية، كان الكونغرس الهيئة التشريعية الوحيدة. كان على كل ولاية إرسال وفد من عضوين إلى سبعة أعضاء كما تعينهم مجالسها التشريعية، وكان لكل وفد الحق في صوت واحد في الإجراءات التشريعية. كان للحكومة الفيدرالية ولاية قضائية على المعاهدات والتحالفات وإعلانات الحرب. تتطلب الموافقة على هذه الإجراءات أن تصوت تسع دول على الأقل بالإيجاب. مُنعت الولايات من تشكيل جيش في وقت السلم، لكن طُلب من جميعها الاحتفاظ بميليشيا.
كلفت وثائق الكونفدرالية الولايات بجمع الأموال والقوة العسكرية عندما يطلب الكونغرس ذلك. لكن لم تتضمن الوثائق آلية لإجبار الولايات على الاستجابة للحكومة الفيدرالية، وكان الامتثال طوعيًا. تطلبت التعديلات على المواد صعود جميع وفود الولايات البالغ عددها 13، ونادرًا ما حقق الكونغرس النصاب القانوني نظرًا لغياب آلية تحافظ على حضور المندوبين. انتخب الكونغرس مسؤولًا لمنصب الرئاسة، وغالبًا ما أشير إليه باسم الرئيس. لكن هذا المنصب كان إداريًا فقط وليس له سلطة تنفيذية.
في سبعينيات القرن الثامن عشر، فُوضت السلطة التنفيذية بموجب وثائق الكونفدرالية بصورة أساسية إلى المجالس التي أنشأها الكونغرس. وشملت هذه المجالس مجلس الحرب والإدارة المالية ومكتب الخزانة للحسابات ومجلس البحرية. استُبدل بالإدارة المالية لاحقًا مجلس الخزانة. استخدم الكونغرس أيضًا العديد من اللجان لأغراض محددة، بما في ذلك الشؤون الخارجية والتجارة. في عام 1780، استبدل الكونغرس بنظام مجلس الإدارة مكاتب تنفيذية ثابتة، وشمل ذلك وزير الشؤون الخارجية والمشرف المالي ووزير الحرب. أُنشئ كذلك منصب أمين البحرية، ولكن دُمجت مسؤولياته بمسؤوليات المشرف المالي قبل أن يشغل المنصب.

## الحقبة الفيدرالية (1789- 1801)

### اعتماد الدستور (1789)
التقى مفوضو الولايات في الاجتماع الدستوري 1787. ورغم أن الاجتماع عُقد في البداية لتعديل وثائق الكونفدرالية الموجودة، قضى الإجماع النهائي على صياغة وثائق جديدة. صيغ دستور الولايات المتحدة وصُحح، ودخل حيز التنفيذ في 4 مارس 1789. أسس الدستور نظامًا رئاسيًا فيه فصل للسلطات وثلاثة فروع للحكومة ما تزال فاعلة اليوم.
انتقلت السلطة التشريعية إلى كونغرس الولايات المتحدة، وهو مجلس تشريعي ثنائي المجلس يتألف من مجلس أعلى يمثل كل ولاية، ومجلس الشيوخ في الولايات المتحدة، ومجلس أدنى يمثل المقاطعات المقسمة بالتساوي داخل الولايات، ومجلس النواب في الولايات المتحدة. في ذلك الوقت، كان أعضاء مجلس النواب ينتخبون بصورة مباشرة بينما تختار المجالس التشريعية للولاية أعضاء مجلس الشيوخ. فوضت صلاحيات عديدة للكونغرس، بأغلبية بسيطة من كلا المجلسين المطلوبين لإقرار التشريعات.
انتقلت السلطة التنفيذية إلى رئيس الولايات المتحدة والمسؤولين الفيدراليين الذين يتبعون الرئيس. مُنح الرئيس صلاحيات لتطبيق القانون، والانخراط في الشؤون الخارجية، والإشراف على عمليات الحكومة الاتحادية. مُنح الرئيس أيضًا حق النقض (الفيتو) لتشريعات الكونجرس التي تتطلب أغلبية الثلثين من كلا المجلسين لإلغائها. وانتقلت السلطة القضائية إلى المحكمة العليا للولايات المتحدة، وتتألف من قضاة يرشحهم الرئيس ويوافق عليهم مجلس الشيوخ. ومُنح الكونغرس سلطة إنشاء محاكم أدنى.

### رئاسة جورج واشنطن (1789- 1797)
لم تُنفذ الإجراءات الأولى للحكومة الجديدة على الفور بعد اعتماد الدستور، حيث لم يصل عدد كاف من أعضاء الكونغرس لتشكيل النصاب القانوني. فُرزت الأصوات الانتخابية للرئيس ونائب الرئيس في 6 أبريل 1789، ونُصب جورج واشنطن أول رئيس في 30 أبريل. شكلت إدارة واشنطن بداية النظام الحزبي الأول مع تطور الحزب الفيدرالي والحزب الجمهوري الديمقراطي. استمر العديد من الخلافات حول الدستور بعد التصديق عليه، وأُجريت عشر تعديلات في 1791، والتي أصبحت وثيقة الحقوق. نصت وثيقة الحقوق على العديد من الحقوق التي لا يمكن للحكومة الفيدرالية انتهاكها، بما في ذلك الحق بحرية الخطاب والتعبير، والحق بالاحتفاظ بالأسلحة وحملها، وحقوق الإجراءات القانونية الواجبة، وحقوق الولايات.